# ناحیه ادامز، شهرستان کلینتون اوهایو
ناحیه ادامز، بخش کلینتون اوهایو (به انگلیسی: Adams Township, Clinton County, Ohio) در ایالات متحده آمریکا است که در اوهایو واقع شده‌است.

## خصوصیات
ناحیه ادامز ۵۶٫۲ کیلومترمربع مساحت و ۱٬۹۰۱ نفر جمعیت دارد و ۲۶۲ متر بالاتر از سطح دریا واقع شده‌است.